# Pinsetter

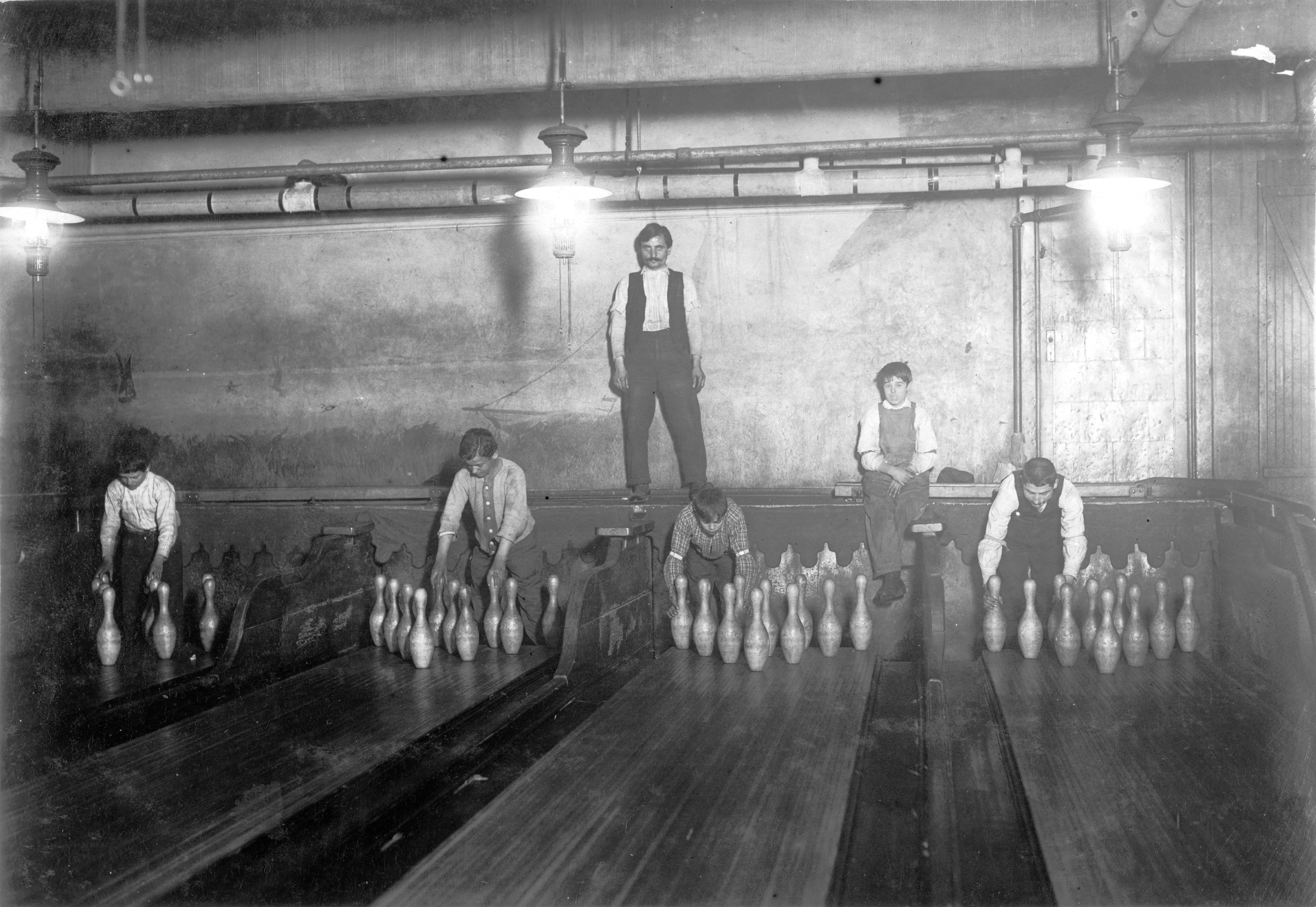
Kinder, die Pins wiederaufbauen

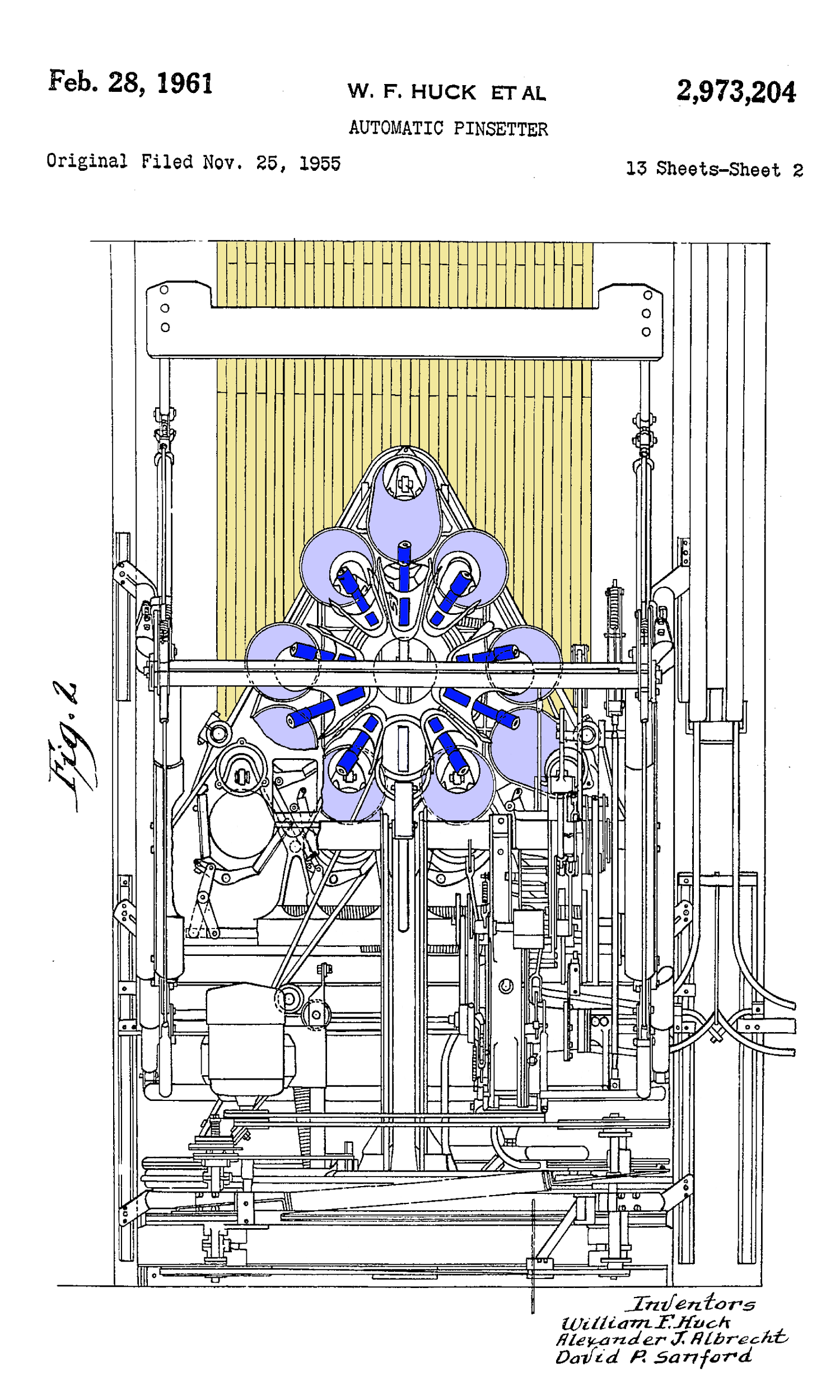
Grundlage der Brunswick A-Serie, altes seilfreies System

Pinsetter oder Pinspotter (deutsch: Stellautomat) ist ein System vornehmens beim Bowling, das die Pins sammelt und in Reihenfolge wiederaufstellt. Neuste Pinsetter funktionieren über ein Zangensystem.

## Zangensystem
Im Zangensystem gibt es nicht nur zehn, sondern 20 Zangen. Das bedeutet, dass in einer Maschine 30 Pins laufen können und somit ein schneller Pinwechsel gewährleistet ist. Die 30 Pins in der Maschine sind in drei Bereiche aufgeteilt. Die ersten zehn Pins stehen auf der Bahn und sind bereit, umgeworfen zu werden. Die nächsten zehn Pins liegen in der Zange (oder einem Trichter) und warten darauf, nach unten gefahren zu werden. Die letzten zehn Pins sind die, die darauf warten, in die Zange zu fahren.

## Stellung
Sobald die erste Kugel geschoben wurde und noch einige Pins stehen, fährt die Zange nach unten und greift die übrig gebliebenen Pins mit der untersten Zange, während die Zange darüber schon die Pins für die nächste Runde hält. Die Maschine zieht die Pins nach oben und der Rechen schiebt die umgefallenen, noch auf der Bahn liegenden Pins nach hinten auf ein Förderband- und Aufzugsystem, von wo aus sie später wieder in die Zange befördert werden. Nach dem zweiten Wurf fährt die Zange auch wieder nach unten, greift aber nicht nach den Pins, sondern geht wieder nach oben. Der Rechen schiebt die letzten Pins vom 2. Wurf nach hinten. Nun geht die Zange wieder nach unten und kippt dabei die über den zweiten Zangen liegenden Pins in die Standposition und lässt sie los. Jetzt sind diese wieder bereit, umgeworfen zu werden.

## Kugelrücklauf
Jede Bowlingbahn braucht einen Kugelrücklauf, welcher die sogenannten Bälle wieder nach vorne befördert. Dieses System funktioniert so: Die Kugel passt nicht in den Aufzug, so rollt sie, hinter den Kulissen, in ein an der Seite liegendes Loch. Sobald sie in das Loch rollt, rollt sie vor ein Katapult, welches die Kugel auf eine hohe Geschwindigkeit bringt. So rauscht die Kugel vor zur Ballablage. Vor der Ballablage wird sie abgebremst und mit dem Förderband, welches sich im Gehäuse der Ballablage befindet, wieder auf den so genannten Balltisch gebracht und kann nun wieder verwendet werden.